# Endeis spinosa
Endeis spinosa är en havsspindelart som beskrevs av Montagu, G. 1808. Enligt Catalogue of Life ingår Endeis spinosa i släktet Endeis och familjen Endeididae, men enligt Dyntaxa är tillhörigheten istället släktet Endeis och familjen Endeidae. Arten är reproducerande i Sverige. Inga underarter finns listade i Catalogue of Life.